# オルンシュタインの同型定理
数学において、オルンシュタインの同型定理（オルンシュタインのどうけいていり、英: Ornstein isomorphism theorem）はエルゴード理論に現れる重要な結果の一つである。この定理によると、二つの異なるベルヌーイスキームが同じコルモゴロフエントロピーを持つなら、それらは同型であることが示されている。1970年にドナルド・オルンシュタインによって得られたこの結果によって、それまで無関係であると信じられていた多くの系が実際には同型であることが明らかになった。そのような系には、定常確率過程、有限タイプのサブシフト、マルコフシフト、アノソフフロー、ビリヤード力学系、n-次元トーラスのエルゴード自己同型、連分数変換などが含まれる。

## 議論
この定理は実際には、関連するいくつかの定理の集まりである。はじめの定理では、二つの異なるベルヌーイシフトが同一のコルモゴロフエントロピーを持つなら、それらは力学系として同型であるということが示されている。三つ目の定理ではこの結果が、フローに対して拡張されている。すなわち、{\displaystyle T_{1}} がベルヌーイシフトであるようなフロー {\displaystyle T_{t}} が存在することが示されている。四つ目の定理では、ある固定されたエントロピーが与えられたとき、このフローは時間をリスケーリング定数の違いを除いて一意であることが示されている。五つ目の定理では、無限大のエントロピーを持つ（時間をリスケーリングする定数の違いを除いて）一意な単一のフローが存在することが示されている。ここで「時間をリスケーリングする定数の違いを除いて」という文は、単純に {\displaystyle T_{t}} と {\displaystyle S_{t}} が同一のエントロピーを持つ二つのフローであるなら、ある定数 c に対して {\displaystyle S_{t}=T_{ct}} が成立することを意味する。
これらの結果の系として、ベルヌーイシフトは任意に分解できるというものがある。すなわち、例えばあるシフト T が与えられたとき、それと同型である様な別のシフト {\displaystyle {\sqrt {T}}} が存在する。

## 歴史
同型性に関する疑問は、二つのベルヌーイスキーム BS(1/2, 1/2) と BS(1/3, 1/3, 1/3) が同型であるかどうかを尋ねたジョン・フォン・ノイマンの時代まで遡る。1959年にヤコフ・シナイとアンドレイ・コルモゴロフは、この疑問に対する否定的な返答として、二つの異なるスキームは、同一のエントロピーを持たないなら同型とはなり得ないことを示した。具体的に彼らは、ベルヌーイスキーム BS(p1, p2,..., pn) のエントロピーは次で与えられることを示した：
{\displaystyle H=-\sum _{i=1}^{N}p_{i}\log p_{i}.}
ドナルド・オルンシュタインによって1970年に証明された、オルンシュタインの同型定理では、同一のエントロピーを持つ二つのベルヌーイスキームは力学系として同型であることが示された。この結果は、非常に似ていても非スキーム系であれば同じ性質を持たないという意味において、シャープなものであった。具体的に、同一のエントロピーを持つコルモゴロフ系は同型ではない。オルンシュタインはこの業績によって、ボッチャー記念賞を得た。
同型定理の簡潔な証明は、1979年に Michael S. Keane と M. Smorodinsky によって与えられた。しかし、元の証明は二つの異なる系が同型であるか否かを決定する簡潔な基準を提供するものであったため、依然として重要なものとなっている。